# Laia Martínez i López
Laia Martínez López, también conocida como Laia Malo, (Berga, Barcelona, 1984) es una escritora, traductora y música española actualmente residiendo en Palma de Mallorca. Licenciada en 2007 en Traducción e Interpretación de inglés y ruso por la Universidad Autónoma de Barcelona, desde 2011 forma parte del dúo electrónico en verso Jansky, con los que ha publicado, con la discográfica Primeros pasitos, los discos Un big bang a la gibrella y ÈÉ en 2013 y 2015, respectivamente, llegando a tocar en el Sónar Festival, Marruecos, Inglaterra y Korea del Sud. Desde 2014 es vocal por Mallorca de la Asociación de Escritores en Lengua Catalana (AELC).
Publicó L’estiu del tonight tonight en 2011, libro con el que ganó el premio de poesía Art Jove de 2010 y que ha sido traducido al castellano. En la Isla, la autora se estrenó con L'abc de Laia Martinez i Lopez (Documenta Balear), una «declaración de intenciones», y conoció el trabajo de autores como Miquel Bauçà o Blai Bonet, con los que «me enamoré de la poesía de Mallorca». En 2015 acabó de escribir su tercera obra Cançó amb esgarrip i dos poemes. En 2016 publica Afollada, aborda el tema de la maternidad y se presenta como un canto a la libertad. Su último poemario Venus Volta, Lleonard Muntaner 2018, intenta romper los tópicos románticos y presenta el amor como única manera de superar la muerte.